# NGC 5658
NGC 5658 – obiekt z katalogu NGC (New General Catalogue) znajdujący się w gwiazdozbiorze Panny. Skatalogował go George Phillips Bond 9 maja 1853 roku jako obiekt typu „mgławicowego”. Do 2015 roku uważano, że to gwiazda znajdująca się w pobliżu podanej przez Bonda pozycji. Według nowszych ustaleń obiekt NGC 5658 może być błędnie skatalogowaną obserwacją galaktyki NGC 5719. Prawdopodobnie Bond nieprawidłowo zidentyfikował gwiazdę, względem której określał pozycję obiektu, i w rezultacie otrzymał błędne współrzędne astronomiczne (podobny problem dotyczy zaobserwowanych przez niego tej samej nocy obiektów NGC 5632 i NGC 5651). Baza SIMBAD błędnie podaje, że NGC 5658 to galaktyka LEDA 51957 (PGC 51957).